# Blackadder Bridge
Die Blackadder Bridge ist eine Straßenbrücke in dem schottischen Weiler Allanton in der Council Area Scottish Borders. 1971 wurde das Bauwerk in die schottischen Denkmallisten in der Denkmalkategorie B aufgenommen.

## Beschreibung
Der Mauerwerksviadukt wurde 1851 erbaut. Die hundert Meter nordöstlich das Whiteadder Water überspannende Allanton Bridge wurde zur selben Zeit errichtet. Er überspannt das Blackadder Water kurz vor dessen Mündung in das Whiteadder Water mit zwei ausgemauerten Ellipsenbögen. Die Blackadder Bridge führt eine untergeordnete Nebenstraße über den Fluss, die am Nordrand von Allanton in die B6437 mündet.
Das Mauerwerk der Blackadder Bridge ist aus behauenen Quadersteinen vom gelblichen Sandstein aufgemauert. Auf Höhe des Brückendecks verläuft ein gerundetes Zierband. Der gerundete Mittelpfeiler ist, ebenso wie die beidseitigen Abschlüsse, mit schlichten Pilastern ausgeführt, die über die Brüstungen fortgeführt sind. In die Nordbrüstung ist auf Höhe des Mittelpfeilers eine Platte eingelegt, welche den Brückennamen und das Baujahr ausweist. Die Brüstungen fächern zu beiden Seiten auf.